# Brokskat
Le brokskat est une langue indo-iranienne du sous-groupe des langues dardiques, parlée par environ 3 000 personnes, les Brokpa dans les montagnes du Ladakh, en Inde.
Bien que proche linguistiquement du shina, le brokskat en est éloigné géographiquement. Les Brokpa vivent dans une région occupée par des langues tibéto-birmanes, le ladakhi et le balti.

## Phonologie

### Consonnes
|              |              | Bilabiales  | Alvéolaires    | Alvéolaires | Alvéolaires   | Postalv. | Dorsales | Dorsales | Glottales |
| ------------ | ------------ | ----------- | -------------- | ----------- | ------------- | -------- | -------- | -------- | --------- |
| Centrales    | Latérales    | Bilabiales  | Palatales      | Vélaires    | Uvulaire      | Postalv. |          |          | Glottales |
| Occlusives   | simples      | p [p] b [b] | t [t] d [d]    |             |               |          | g [k]    | q [q]    |           |
| Occlusives   | aspirées     | ph [pʰ]     | th [tʰ]        |             |               |          | kh [kʰ]  |          |           |
| Occlusives   | rétroflexes  |             | ṭ [ʈ] ḍ [ɖ]    |             |               |          |          |          |           |
| Occlusives   | dentales     |             | ṯ [t̪] ḏ [d̪]    |             |               |          |          |          |           |
| Affriquées   | simples      | f [f] v [v] | c [t͡s] dz [d͡z] |             | č [t͡ʃ] j [d͡ʒ] |          |          |          |           |
| Affriquées   | aspirées     |             | ch [t͡sʰ]       |             | čh [ t͡ʃʰ]     |          |          |          |           |
| Affriquées   | rétroflexes  |             | ċ [t͡ʂ]         |             | ċh [t͡ʂʰ]      |          |          |          |           |
| Fricatives   | sourdes      |             | s [s]          |             | š [ʃ]         |          | x [x]    | χ [χ]    | h [h]     |
| Fricatives   | sonores      |             | z [z]          | l [l]       | ž [ʒ]         |          | ɣ [ɣ]    | ʁ [ʁ]    |           |
| Fricatives   | rétroflexes  |             | ṣ [ʂ] ẓ [ʐ]    | ļ [ɭ]       |               |          |          |          |           |
| Nasales      |              | m [m]       | n [n]          |             | ñ [ɲ]         |          | ŋ [ŋ]    |          |           |
| Nasales      | rétroflexes  |             |                | ņ [ɳ]       |               |          |          |          |           |
| Nasales      | dentales     |             |                | n̪ [n̪]       |               |          |          |          |           |
| Semi-voyelle | Semi-voyelle | w [w]       |                |             |               | y [j]    |          |          |           |

## Sources
- (en) N. Rawaswami, Brokskat Phonetic Reader, Mysore, Central Institute of Indian Languages, 1975
- (en) N. Rawaswami, Brokskat Grammar, Mysore, Central Institute of Indian Languages, 1982
- (en) N. Rawaswami, Brokskat-Urdu-Hindi-English Dictionary, Mysore, Central Institute of Indian Languages, 1989 (lire en ligne)
- (en) D.D. Sharma, Tribal Languages of Ladakh, Part One, New Delhi, Mittal Publications, coll. « Studies in Tibeto-Himalayan Languages » (no 6), 1996, 184 p. (ISBN 81-7099-616-3)